# Catherine-Dominique de Pérignon
Catherine-Dominique de Pérignon, markiz Grenady (ur. 31 maja 1754 w Grenade-sur-Garonne, zm. 25 grudnia 1818 w Paryżu) – marszałek Francji.
Pochodził z rodziny drobnoszlacheckiej w Grenade-sur-Garonne, departament Haute-Garonne. Brał udział w wojnach rewolucji francuskiej oraz wojnach napoleońskich. W 1796 został ambasadorem Dyrektoriatu w Hiszpanii (do 1798), lecz nieco później został oskarżony o bycie rojalistycznym szpiegiem. Ostatnią bitwą, w której uczestniczył była bitwa pod Novi w 1799. Nie brał więcej udziału w działaniach wojennych.
Perignon był zwolennikiem Napoleona Bonapartego, który mianował go senatorem, marszałkiem i księciem, otrzymał także Legię Honorową. Jego nazwisko zostało upamiętnienienione na Łuku Triumfalnym w Paryżu
W 1814 wrócił do Francji, poparł restaurację Burbonów i Ludwika XVIII Burbona. W czasie 100 dni został skreślony z listy marszałków, po upadku Napoleona głosował za karą śmierci dla Michela Neya.
Został podniesiony do rangi markiza Grenady, para Francji oraz odznaczony Orderem Świętego Ludwika

## Odznaczenia[1]
- Wielki Orzeł Legii Honorowej
- Wielki Dygnitarz Orderu Obojga Sycylii (Królestwo Neapolu)